# 道の駅川根温泉
道の駅川根温泉（みちのえき かわねおんせん）は、静岡県島田市川根町笹間渡にある静岡県道63号藤枝天竜線の道の駅である。温泉施設・川根温泉ふれあいの泉を併設している。

## 施設
- 駐車場（その後の拡張を除いた数）
  - 普通車：78台
  - 大型車：4台
  - 身障者用 : 2台
- トイレ（いずれも24時間利用可能）
  - 男：大 2器、小 3器
  - 女：5器
  - 身障者用：1器
- 公衆電話
- 売店
- 足湯
- 休憩室

## 休館日
- 第1火曜日（祝日の場合は翌日）
- 臨時休業日も有り

## 川根温泉ふれあいの泉
道の駅に併設されている温泉施設。休館日は月によって異なる。
川根温泉を参照。
- 露天風呂
- 大浴場
- レストラン
- 売店
- ふれあいコテージ

## アクセス
- 静岡県道63号藤枝天竜線 - 登録路線
- 大井川鐵道 川根温泉笹間渡駅
- 島田市自主運行バス（やまびこ号）

## 周辺
- 大井川第一橋梁 - SLの撮影スポット
- 大井川鐵道川根温泉ホテル
- ふるさと茶屋
- 笹間川ダム